# Ronde van Zwitserland 2024 (mannen)
De 87e editie van de wielerwedstrijd Ronde van Zwitserland vond in 2024 plaats in Liechtenstein en Zwitserland. De rittenwedstrijd, die deel uitmaakte van de UCI World Tour 2024-kalender, startte in Vaduz en eindigde in Villars-sur-Ollon. Titelverdediger was Mattias Skjelmose. De Deen nam deze editie ook deel. De ploeg UAE Team Emirates was deze editie oppermachtig; de ploeg boekte maar liefst vier etappezeges en won vier van de vijf truien, waaronder het eindklassement met de Brit Adam Yates die tevens de vijfde en zevende etappe won.

## Deelnemende ploegen
De achttien UCI World Tour-teams van dit seizoen plus vijf ProTeams en een Zwitserse selectie deden mee aan deze wedstrijd. Allen met een team van zeven renners wat het totale aantal op 168 bracht.

## Etappe-overzicht
| Etappe | Datum   | Start             | Finish            | Type                | Afstand  | Winnaar        | Klassementsleider |
| ------ | ------- | ----------------- | ----------------- | ------------------- | -------- | -------------- | ----------------- |
| 1e     | 9 juni  | Vaduz             | Vaduz             | Individuele tijdrit | 4,77 km  | Yves Lampaert  | Yves Lampaert     |
| 2e     | 10 juni | Vaduz             | Regensdorf        | Heuvelrit           | 177,3 km | Bryan Coquard  | Yves Lampaert     |
| 3e     | 11 juni | Steinmaur         | Rüschlikon        | Heuvelrit           | 161,7 km | Thibau Nys     | Alberto Bettiol   |
| 4e     | 12 juni | Rüschlikon        | Gotthardpas       | Bergrit             | 171 km   | Torstein Træen | Adam Yates        |
| 5e     | 13 juni | Ambri             | Cari              | Bergrit             | 148,6 km | Adam Yates     | Adam Yates        |
| 6e     | 14 juni | Ulrichen          | Blatten           | Bergrit             | 42,5 km  | João Almeida   | Adam Yates        |
| 7e     | 15 juni | Villars-sur-Ollon | Villars-sur-Ollon | Bergrit             | 118,2 km | Adam Yates     | Adam Yates        |
| 8e     | 16 juni | Aigle             | Villars-sur-Ollon | Individuele tijdrit | 15,7 km  | João Almeida   | Adam Yates        |

## Klassementsleiders
| Etappe      | Winnaar        | Algemeen klassement | Puntenklassement | Bergklassement  | Jongerenklassement | Ploegenklassement |
| ----------- | -------------- | ------------------- | ---------------- | --------------- | ------------------ | ----------------- |
| 1           | Yves Lampaert  | Yves Lampaert       | Yves Lampaert    | niet uitgereikt | Finn Fisher-Black  | UAE Team Emirates |
| 2           | Bryan Coquard  | Yves Lampaert       | Yves Lampaert    | Gerben Kuypers  | Finn Fisher-Black  | UAE Team Emirates |
| 3           | Thibau Nys     | Alberto Bettiol     | Yves Lampaert    | Luca Jenni      | Finn Fisher-Black  | UAE Team Emirates |
| 4           | Torstein Træen | Adam Yates          | Bryan Coquard    | Torstein Træen  | Mattias Skjelmose  | UAE Team Emirates |
| 5           | Adam Yates     | Adam Yates          | Adam Yates       | Adam Yates      | Matthew Riccitello | UAE Team Emirates |
| 6           | João Almeida   | Adam Yates          | Adam Yates       | Adam Yates      | Mattias Skjelmose  | UAE Team Emirates |
| 7           | Adam Yates     | Adam Yates          | Adam Yates       | Adam Yates      | Mattias Skjelmose  | UAE Team Emirates |
| 8           | João Almeida   | Adam Yates          | Adam Yates       | Adam Yates      | Mattias Skjelmose  | UAE Team Emirates |
|             |                |                     |                  |                 |                    |                   |
| Eindstanden | Eindstanden    | Adam Yates          | Adam Yates       | Adam Yates      | Mattias Skjelmose  | UAE Team Emirates |

Mannen: 1933 · 1934 · 1935 · 1936 · 1937 · 1938 · 1939 · 1940 · 1941 · 1942 · 1943 · 1944 · 1945 · 1946 · 1947 · 1948 · 1949 · 1950 · 1951 · 1952 · 1953 · 1954 · 1955 · 1956 · 1957 · 1958 · 1959 · 1960 · 1961 · 1962 · 1963 · 1964 · 1965 · 1966 · 1967 · 1968 · 1969 · 1970 · 1971 · 1972 · 1973 · 1974 · 1975 · 1976 · 1977 · 1978 · 1979 · 1980 · 1981 · 1982 · 1983 · 1984 · 1985 · 1986 · 1987 · 1988 · 1989 · 1990 · 1991 · 1992 · 1993 · 1994 · 1995 · 1996 · 1997 · 1998 · 1999 · 2000 · 2001 · 2002 · 2003 · 2004 · 2005 · 2006 · 2007 · 2008 · 2009 · 2010 · 2011 · 2012 · 2013 · 2014 · 2015 · 2016 · 2017 · 2018 · 2019 · 2020 · 2021 · 2022 · 2023 · 2024 · 2025
Vrouwen: 1998 · 1999 · 2000 · 2001 · 2002-2020 · 2021 · 2022 · 2023 · 2024 · 2025
Tour Down Under ·
Great Ocean Road Race ·
Ronde van de Verenigde Arabische Emiraten ·
Omloop Het Nieuwsblad ·
Strade Bianche ·
Parijs-Nice · 
Tirreno-Adriatico · 
Milaan-San Remo ·
Ronde van Catalonië ·
Classic Brugge-De Panne ·
E3 Saxo Classic ·
Gent-Wevelgem ·
Dwars door Vlaanderen ·
Ronde van Vlaanderen ·
Ronde van het Baskenland ·
Parijs-Roubaix ·
Amstel Gold Race ·
Waalse Pijl ·
Luik-Bastenaken-Luik ·
Ronde van Romandië ·
Eschborn-Frankfurt ·
Ronde van Italië ·
Critérium du Dauphiné ·
Ronde van Zwitserland ·
Ronde van Frankrijk ·
Clásica San Sebastián ·
Ronde van Polen ·
Bretagne Classic ·
BEMER Cyclassics ·
Renewi Tour ·
Ronde van Spanje ·
GP van Quebec ·
GP van Montreal ·
Ronde van Lombardije ·
Ronde van Guangxi